# Лоуэлл (Арканзас)
Лоуэлл (англ. Lowell, Arkansas) — город, расположенный в округе Бентон (штат Арканзас, США) с населением в 5013 человек по статистическим данным переписи 2000 года.
В Лоуэлле находится штаб-квартира одна из крупнейших американских компаний в сфере наземных грузоперевозок J.B. Hunt.

## География
По данным Бюро переписи населения США город Лоуэлл имеет общую площадь в 16,32 квадратных километров, из которых 16,32 кв. километров занимает земля и 2,59 кв. километров — вода. Площадь водных ресурсов округа составляет 15,87 % от всей его площади.
Город Лоуэлл расположен на высоте 409 метров над уровнем моря.

## Демография
По данным переписи населения 2000 года в Лоуэлле проживало 5013 человек, 1381 семья, насчитывалось 1914 домашних хозяйств и 2044 жилых дома. Средняя плотность населения составляла около 126 человек на один квадратный километр. Расовый состав Лоуэлла по данным переписи распределился следующим образом: 88,67 % белых, 0,78 % — чёрных или афроамериканцев, 0,88 % — коренных американцев, 2,71 % — азиатов, 0,98 % — выходцев с тихоокеанских островов, 1,90 % — представителей смешанных рас, 4,09 % — других народностей. Испаноговорящие составили 8,94 % от всех жителей города.
Из 1914 домашних хозяйств в 40,0 % — воспитывали детей в возрасте до 18 лет, 62,4 % представляли собой совместно проживающие супружеские пары, в 6,2 % семей женщины проживали без мужей, 27,8 % не имели семей. 22,5 % от общего числа семей на момент переписи жили самостоятельно, при этом 3,8 % составили одинокие пожилые люди в возрасте 65 лет и старше. Средний размер домашнего хозяйства составил 2,62 человек, а средний размер семьи — 3,11 человек.
Население города по возрастному диапазону по данным переписи 2000 года распределилось следующим образом: 28,7 % — жители младше 18 лет, 10,6 % — между 18 и 24 годами, 40,5 % — от 25 до 44 лет, 15,0 % — от 45 до 64 лет и 5,1 % — в возрасте 65 лет и старше. Средний возраст жителей составил 29 лет. На каждые 100 женщин в Лоуэлле приходилось 103,5 мужчин, при этом на каждые сто женщин 18 лет и старше приходилось 104,8 мужчин также старше 18 лет.
Средний доход на одно домашнее хозяйство в городе составил 48 063 доллара США, а средний доход на одну семью — 55 944 доллара. При этом мужчины имели средний доход в 31 677 долларов США в год против 24 196 долларов среднегодового дохода у женщин. Доход на душу населения в городе составил 20 861 доллар в год. 4,4 % от всего числа семей в округе и 5,9 % от всей численности населения находилось на момент переписи населения за чертой бедности, при этом 5,8 % из них были моложе 18 лет и 19,4 % — в возрасте 65 лет и старше.